# ماتئوس فرانسا
ماتئوس فرانسا (انگلیسی: Matheus França؛ زادهٔ ۱ آوریل ۲۰۰۴) بازیکن فوتبال اهل برزیل است.
وی همچنین در تیم‌های ملی فوتبال زیر ۱۶ و زیر ۲۰ سال برزیل بازی کرده‌است.